# Nikolaus Ludwig von Zinzendorf
Nikolaus Ludwig, Bá tước xứ Zinzendorf và Pottendorf (tiếng Đức: Nikolaus Ludwig Graf von Zinzendorf und Pottendorf; 26 tháng 5 năm 1700 – 9 tháng 5 năm 1760), là nhà cải cách tôn giáo và xã hội người Đức, ông cũng là Giám mục Giáo hội Moravian.
Zinzendorf bẩm sinh là người nhạy bén, năng động, và đầy nhiệt huyết. Tính cách này đã biến cuộc đời ông thành một chuỗi những ngày lập kế hoạch và hoạt động không ngơi nghỉ. Giống Martin Luther, ông thường chịu tác động bởi cảm xúc, vì vậy dễ dàng để mình chuyển đổi từ trạng thái buồn bã sang hưng phấn hoặc ngược lại.
Zinzendorf là người chân thành tìm kiếm chân lý, và không thể hiểu nổi tại sao người ta cứ cố bám giữ mãi một nếp nghĩ một khi nó đã được hình thành trong não trạng. Ông có sức thuyết phục lớn, đặc biệt khi luận bàn về vấn đề tôn giáo, ngay cả khi đối thoại với người khác biệt về niềm tin. Ít có ai chịu quan tâm sâu sắc đến niềm hạnh phúc và sự hài lòng của người khác như ông, ngay cả trong những chi tiết nhỏ.
Đôi khi, tài năng đa dạng và lối sống tích cực mang đến cho ông không ít phiền toái vì bị hiểu lầm là phô trương hoặc giả hình. Zinzendorf là nhà hùng biện bẩm sinh. Dù trang phục giản dị, ngoại diện của ông tạo ấn tượng với người khác về sự xuất chúng và sức mạnh nội tâm.
Người ta thường đánh giá sai các đề án của ông đến nỗi trong năm 1736, ông bị trục xuất khỏi Saxony, nhưng đến năm 1749, chính quyền thu hồi lệnh trục xuất và nài nỉ ông quay trở lại để thành lập những khu định cư như ông đã làm ở Herrnhut. 

## Xuất thân

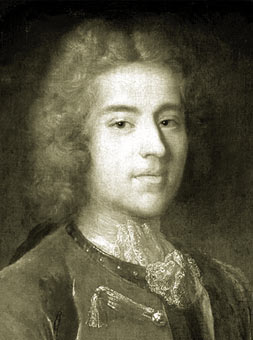
Nicolaus Zinzendorf

Zinzendorf xuất thân từ một trong những dòng dõi quý tộc lâu đời nhất ở vùng đông bắc nước Áo. Họ sở hữu nhiều lãnh địa trong vùng Wachau thuộc thung lũng sông Danube. Nhiều thành viên của dòng tộc giữ những vị trí quan trọng trong triều đình. Khi bùng nổ cuộc Cải cách Kháng Cách, họ trở thành tín hữu Lutheran.
Trong số các tổ phụ của Zinzendorf có Hoàng đế Maximillian I. Ông cố của Zinzendorf được tấn phong công tước của Đế chế. Con trai của công tước, Maximillian von Zizendorf, quyết định bán gia sản ở Áo để di cư đến Franconia vì không muốn bị ép buộc cải đạo sang Công giáo. Con cháu ông phục vụ Tuyển đế hầu Brandenburg và Tuyển đế hầu Saxony. Vào thời điểm Zinzendorf chào đời, cha ông làm việc cho Tuyển đế hầu Saxon tại Dresden. Ông qua đời sáu tuần sau đó, đứa bé được gởi đến sống với bà ngoại và dì.
Cha mẹ Zinzendorf rất sùng đạo. Khi lên bốn, mẹ cậu tái hôn, cậu bé Zinzendorf ở dưới sự chăm sóc và giáo dục của bà ngoại, Henriette Catharina von Gersdorff, với niềm xác tín của một tín hữu Lutheran, bà đã định hình tính cách của cậu bé.
Năm 1716, Zinzendorf đến học luật tại Đại học Wittenberg, chuẩn bị cho sự nghiệp trong ngành ngoại giao. Ba năm sau, cậu được gởi đến Hà Lan, Pháp, và nhiều nơi ở Đức để gặp gỡ những nhân vật có uy tín trong các giáo hội. Khi trở về, cậu ghé thăm bà con họ hàng ở Oberbürg gần Nuremberg và tại Castell. Trong lần viếng thăm dài ngày ấy, Zinzendorf phải lòng cô em họ Theodora, nhưng mẹ cậu không đồng ý, sau này cô gái thành vợ của Công tước Henry XXIX của Reuss. Năm 1722, Zinzendorf kết hôn với Erdmuthe Dorothea, em gái của Công tước Reuss.

## Ơn gọi

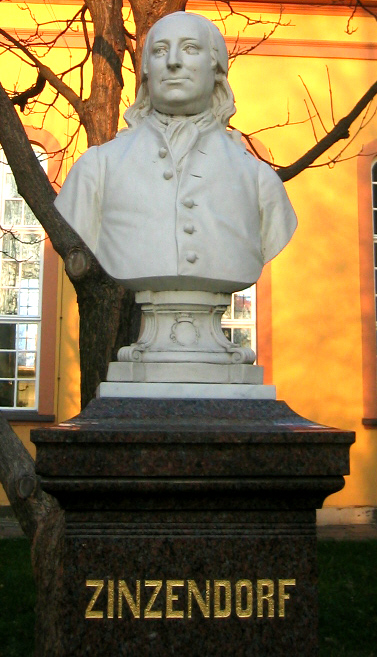
Tượng Zinzendorf tại Herrnhut, Đức.

Trái với kế hoạch của gia đình muốn ông trở thành nhà ngoại giao, Zinzendorf muốn sử dụng tài sản của mình để giúp đỡ các tá điền. Ông mua điền trang Berthelsdorf của bà ngoại, Nữ Nam tước von Gerdorf, rồi mời Johann Andreas Rothe cai quản một giáo sở Lutheran để đón nhận các tín hữu Kháng Cách di cư từ Moravia (nay thuộc Cộng hòa Czech) vì bị bách hại tôn giáo, ông cũng cho xây tòa nhà Bê-tên – Nhà của Chúa, ngay trung tâm điền trang.
Tháng 12, 1721, dưới sự hướng dẫn của người thợ mộc Christian David, những di dân đầu tiên đặt chân đến lãnh địa của Zizendorf và họ bắt tay xây dựng thành phố Herrnhut. Về sau có vài trăm người tị nạn từ vụ bách hại tôn giáo ở Moravia đến gia nhập.
Mục đích của Zinzendorf là thực thi các lý tưởng sùng tín của Spener mà không hề nghĩ đến việc thành lập một giáo hội mới tách khỏi Giáo hội Luther. Tuy vậy, khi các nhóm tín hữu đi ra rao giảng phúc âm, phổ biến sách và tiểu luận tôn giáo, đồng thời làm việc từ thiện đã đánh thức giáo hội đang trong tình trạng thụ động và trì trệ. "Nhóm bốn anh em" (Rothe, mục sư tại Berthelsdorf, Melchior Schäffer, mục sư ở Görlitz, Friedrich von Watteville, một người bạn từ thuở ấu thơ, và Zinzendorf) bằng cách thuyết giảng, viết sách, đi thăm viếng, và liên lạc thư tín đã khởi phát một cuộc chấn hưng tôn giáo, và qua những buổi nhóm cầu nguyện được tổ chức thường xuyên nhằm duy trì lòng sốt sắng và sự tin cậy Chúa của mỗi cá nhân. Từ một nhà in ở Ebersdorf, nay là Thuringia, một số lượng lớn sách, tiểu luận, sách giáo lý, thánh ca, và Kinh Thánh đã được ấn hành, cùng bản dịch quyển "Cơ Đốc giáo thật" của Johnann Arndt được phát hành và phổ biến ở Pháp.

## Tự do tôn giáo
Không hài lòng với Giáo hội Luther chính thống nhưng khô cứng, Zinzendorf nhận thấy rằng phương pháp tốt nhất để phát triển Cơ Đốc giáo thật là tập hợp những nhóm tín hữu để thờ phượng Chúa và rao giảng Phúc âm, đến thời điểm chín muồi sẽ trở thành các giáo hội độc lập với nhà nước. Những ý tưởng này đã khiến ông đến với nhóm Anh em Bohemia.
Năm 1722, Zizendorf cung cấp chỗ tị nạn cho một nhóm tín hữu bị bách hại đến từ Moravia và Bohemia (nay thuộc Cộng hòa Czech), cho phép họ xây dựng làng Herrnhut trong lãnh địa Berthelsdorf. Phần lớn những người tị nạn đầu tiên đến từ những vùng trước đây các giáo hội Kháng Cách như Unitas Fratrum chiếm đa số dân cư trước khi xảy ra Chiến tranh Ba mươi năm. Khi làng Herrnhut phát triển và nổi tiếng như là một địa điểm tự do tôn giáo, nhiều người từ các nhóm tôn giáo đang bị bách hại cũng tìm đến. Từ đó nảy sinh sự bất đồng và tranh chấp về niềm tin. Sự bất đồng càng trở nên căng thẳng khi Johann Sigismund Krüger khởi sự giảng dạy về thuyết Chúa tái lâm.
Sự bất hòa ngày càng gia tăng. Một số người, trong đó có Christian David, đi theo thuyết cực đoan về giáo lý Chúa tái lâm và quay sang đả kích Zinendorf và Rothe. Zinzendorf buộc phải rời khỏi nhiệm sở ở Dresden trở về lãnh địa của mình, và dành hết thời gian để giải quyết cuộc tranh chấp. Ông khởi sự đi đến từng gia đình, cùng cầu nguyện với họ, kêu gọi dân làng nhóm lại để nghiên cứu Kinh Thánh. Họ tập chú vào chủ đề Kinh Thánh đã miêu tả như thế nào về đời sống Cơ Đốc trong nếp sống cộng đồng. Chính việc học và suy ngẫm Kinh Thánh cùng với sự khẩn thiết cầu nguyện đã khiến nhiều người nhận ra rằng họ được kêu gọi để sống với nhau trong tình yêu thương, cũng như hiểu rằng sự bất hòa và tranh chấp là trái nghịch với giáo huấn của Kinh Thánh.

## Hòa giải và Thỏa thuận Anh em
Nhờ học Kinh Thánh và cầu nguyện mà cộng đồng thiết lập một văn kiện gọi là Brüderlicher Vertrag (Thỏa thuận Anh em), là bộ quy tắc dựa trên tinh thần kỷ luật tự nguyện của cộng đồng Cơ Đốc. Ngày 12 tháng 5 năm 1727, các thành viên của cộng đồng ký tên trên văn kiện này. Sau nhiều năm, văn kiện được hiệu đính và gọi là "Giao ước Moravian về nếp sống Cơ Đốc".
Tiếp tục học Kinh Thánh và cầu nguyện theo từng nhóm nhỏ đã sản sinh một tình cảm mạnh mẽ về tinh thần hòa giải trong cộng đồng, dẫn đến một cuộc chấn hưng tâm linh bùng nổ trong ngày 13 tháng 8 năm 1727 khi giáo đoàn đang dự lễ Tiệc Thánh tại nhà thờ Berthesdorf. Trải nghiệm này, vẫn được nhắc đến như là "Lễ Ngũ Tuần của Hội thánh Moravian", đánh dấu sự khởi đầu một giai đoạn mới về sự tăng trưởng thuộc linh tại Herrnhut, cũng là thời điểm khởi phát những thực nghiệm về nếp sống cộng đồng như được miêu tả trong nền thần học của Zinzendorf.

## Truyền giáo
Zinzendorf bắt đầu quan tâm đến sứ mạng truyền giáo từ lần gặp gỡ hai đứa trẻ thuộc bộ tộc Inuit tiếp nhận đức tin Cơ Đốc tại một cơ sở truyền giáo của Hans Edgede ở Greenland, và khi gặp một nô lệ đã được giải phóng, Anthony Ulrich, để được nghe kể về sự áp bức kinh khiếp mà người nô lệ ở Tây Ấn phải chịu đựng. Năm 1732, cộng đồng khởi sự cử giáo sĩ đến sống giữa dân nô lệ ở vùng Tây Ấn dưới quyền kiểm soát của Đan Mạch, và giữa bộ tộc Inuit ở Greenland. Mối quan hệ thân tộc của Zinzendorf và của cá nhân ông với triều đình Đan Mạch và Vua Christian VI đã mở lối cho những nỗ lực này.
Năm 1736, các cáo buộc từ những nhà quý tộc sống gần Zinzendorf cùng những tra vấn về tính chính thống về quan điểm thần học của ông khiến ông bị trục xuất khỏi Saxony. Zinzendorf và một nhóm người trung thành với ông di chyển đến Marienborn (gần Buedingen), bắt đầu một giai đoạn lưu vong và di chuyển thường xuyên, từ đó ông có biệt danh "Công tước Hành hương".
Công cuộc truyền giáo gây tranh cãi lớn tại châu Âu, nhiều người cho rằng Zinzendorf cử những nhà truyền giáo trẻ tuổi đi đến những vùng đất hiểm nghèo chỉ để đánh mất mạng sống mình ở đó. Zinzendorf quyết định tự đặt mình vào tình huống của những nhà truyền giáo. Năm 1739, ông rời Âu châu đến thăm một cơ sở truyền giáo tại St Thomas trong quần đảo Virgin thuộc Hoa Kỳ. Nghĩ rằng có thể sẽ không bao giờ trở về, ông từ biệt hội thánh bằng bài giảng cuối cùng, và để di chúc cho vợ. Song, cuộc viếng thăm là một sự thành công vượt bậc, ông cũng có cơ hội can thiệp để một số giáo sĩ bị giam cầm bất hợp pháp được trả tự do. Chính vì bị những người quản lý các đồn điền ngược đãi, mà các giáo sĩ đã thu phục được lòng tin của những nô lệ, và công cuộc truyền giáo ngày càng phát triển.
Năm 1741, Zinzendorf viếng thăm Pennsylvania, Hoa Kỳ; ông là một trong số rất ít nhà quý tộc châu Âu thế kỷ 18 đặt chân đến Mỹ. Không chỉ tiếp xúc với những nhà lãnh đạo ở Philadelphia như Benjamin Franklin mà còn gặp gỡ các thủ lĩnh bộ tộc Iroquois, và với sự hỗ trợ từ Conrad Weiser, ông có được những thỏa thuận giúp các nhà truyền giáo Moravian hoạt động tự do trong vùng.
Năm 1749, Zinzendorf thuê Dinh Lindsey, một tòa nhà rộng lớn ở Chelsea trong lãnh địa của Sir Thomas More, làm trụ sở tại Anh. Ông sống ở đó cho đến năm 1755.
Vào thời điểm ấy, các cơ sở truyền giáo đã được thiết lập tại vùng Tây Ấn (1732), Greenland (1733), trong vòng thổ dân da đỏ ở Bắc Mỹ (1735). Trước khi Zinzendorf từ trần, các nhà truyền giáo đã được cử đi từ Herrnhut đến Livonia và vùng duyên hải phía bắc của biển Baltic, đến truyền giáo cho người nô lệ ở North Carolina, đến Suriname, rao giảng phúc âm cho người nô lệ ở Nam Mỹ, đến Tranquebar và quần đảo Nicobar ở Đông Ấn, đến với người Copt ở Ai Cập, và bộ tộc Inuit ở Labrador, và bờ biển phía tây ở Nam Phi.
Đến năm 1760, khi Zinzendorf từ trần tại Herrnhut, có ít nhất 226 nhà truyền giáo được sai phái rao truyền phúc âm tại nhiều xứ sở trên thế giới.

## Thần học
Zinzendorf là nhà thần học có tư tưởng phóng khoáng. Ông gọi nhóm của ông là "Hội thánh của Thiên Chúa trong Thánh Linh". Nền thần học của Zinzendorf tập chú vào Chúa Giê-xu – hết lòng yêu Chúa và phụng sự Ngài. Thay vì câu nệ vào giáo lý và nghi thức, nền thần học này nhấn mạnh đến sự tăng trưởng trong mối tương giao mật thiết giữa tín hữu với Cứu Chúa của họ. Như được thể hiện tại các cộng đồng do Zinzendorf thành lập, ông tin rằng tín hữu Cơ Đốc nên theo đuổi nếp sống tràn đầy tình yêu thương tích cực và thuận hòa với nhau. Ông dạy rằng mỗi tín hữu đều có mối tương giao với Chúa Cứu Thế, nhưng có các mức độ thông công khác nhau với giáo đoàn. Sự luận giải Kinh Thánh phụ thuộc vào cộng đồng, không phải cá nhân. Ông tin rằng giáo đoàn - cộng đồng của các tín hữu chứ không phải là một định chế tôn giáo hay chính trị - là hội thánh thật của Chúa Giê-xu.
Thần học của Zinzendorf không chỉ quan tâm đến lĩnh vực tri thức mà còn nhấn mạnh đến khía cạnh cảm xúc của tín hữu. Ông phê phán phương pháp tiếp cận thuần lý cách khô cứng của thời đại ông, và xây dựng một hệ thống thực hành đức tin xoay quanh sự chuyển hóa của cảm xúc, ông gọi đó là "tôn giáo của trái tim".

## Cuối đời

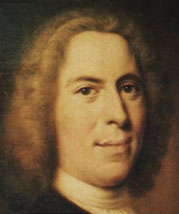
Nikolaus Zinzendorf

Cộng đồng nguyên thủy ở Herrnhut, từ đó khởi phát một chuỗi các khu định cư khác, cũng cạn kiệt tài chính. Do di chuyển thường xuyên, Zinzendorf không còn thời gian dành cho việc quản lý tài sản, và buộc phải vay nợ, đến năm 1750 ông gần như phá sản. Điều này dẫn đến việc thành lập các ban tài chính trong giáo hội, từ sáng kiến của John Frederick Köber, một luật sư, đã hoạt động tốt để gây quỹ cho giáo hội thay thế nguồn tài trợ từ Zinzendorf.
Cái chết của con trai ông, Christian Renatus, trong năm 1752 đã tác động mạnh đến Zinzendorf. Bốn năm sau, vợ ông, Erdmuthe Dorothea, cũng qua đời.
Tháng 6, 1757, Zinzendorf tái hôn với Anna Nitschmann, một người bạn gần gũi của gia đình, bà cũng là nhà lãnh đạo tinh thần của phụ nữ trong giáo hội.
Ba năm sau, do làm việc quá sức, Zinzendorf ngã bệnh và tạ thế vào ngày 9 tháng 5 năm 1760. Hơn bốn ngàn người đưa tiễn Zinzendorf, trong đó có những mục sư, giáo sĩ Moravian đến từ Hà Lan, Anh, Ireland, Bắc Mỹ, và Greenland có mặt tại Herrnhut vào thời điểm Zinzendorf từ trần.
Chỉ ít lâu sau, ngày 21 tháng 5, Anne cũng qua đời.
Ảnh hưởng của Zinzendorf lan tỏa bên ngoài Giáo hội Moravian. Quan điểm "tôn giáo của trái tim" của ông đã tác động sâu sắc trên John Wesley, nhà sáng lập Phong trào Giám Lý. Ngày nay, Zinzendorf được nhớ đến có lẽ như là "con người chân thật duy nhất đam mê Chúa Giê-xu trong thời hiện đại", theo cách diễn tả của Karl Barth, hoặc như Học giả George Forell nhận xét về ông cách ngắn gọn, "Người say mê Chúa Giê-xu, cách cao cả và quý phái".

## Tác phẩm
Zinzendorf viết nhiều bản thánh ca, nổi tiếng nhất là "Jesus, Thy blood and righteousness" (được John Wesley dịch từ nguyên tác tiếng Đức Christi Blut und Gechtigkeit) và "Jesus, still lead on". Bộ sưu tập các bài giảng của ông được Gottfried Clemens phát hành gồm 10 cuốn, Nhật ký (1716-1719) của ông xuất bản năm 1907.

## Phim tài liệu
Bộ phim bốn tập Công tước Zinzendorf do Tổ chức Comenius sản xuất năm 2000 với sự trợ giúp của Viện Lịch sử Cơ Đốc. John Jackman đạo diễn, phát sóng trên Kênh Hallmark, và được Vision Video phổ biến ở Hoa Kỳ và Canada. Phiên bản tiếng Đức Der Graf Ohne Grenzen (Công tước không biên giới) do Haenssler Verlag phát hành.